# Yves Courteau
Pour les articles homonymes, voir Courteau.
Yves Courteau (né le 25 avril 1964 à Montréal, dans la province de Québec au Canada) est un joueur professionnel québécois de hockey sur glace.

## Statistiques
| Saison     | Équipe                   | Ligue      |    | Saison régulière | Saison régulière | Saison régulière | Saison régulière | Saison régulière |    | Séries éliminatoires | Séries éliminatoires | Séries éliminatoires | Séries éliminatoires | Séries éliminatoires |
| Saison     | Équipe                   | Ligue      | PJ | B                | A                | Pts              | Pun              | PJ               | B  | A                    | Pts                  | Pun                  |                      |                      |
| 1979-1980  | Insulaires de Laval      | QAAA       | 42 | 51               | 44               | 95               | 22               | 11               | 10 | 12                   | 22                   | 6                    |                      |                      |
| 1980-1981  | Voisins de Laval         | LHJMQ      | 70 | 24               | 39               | 63               | 80               | -                | -  | -                    | -                    | -                    |                      |                      |
| 1981-1982  | Voisins de Laval         | LHJMQ      | 64 | 30               | 38               | 68               | 15               | 18               | 14 | 13                   | 27                   | 28                   |                      |                      |
| 1982-1983  | Voisins de Laval         | LHJMQ      | 68 | 44               | 78               | 122              | 52               | 12               | 4  | 11                   | 15                   | 0                    |                      |                      |
| 1982-1983  | Flames du Colorado       | LCH        | -  | -                | -                | -                | -                | 1                | 0  | 0                    | 0                    | 0                    |                      |                      |
| 1983-1984  | Voisins de Laval         | LHJMQ      | 62 | 45               | 75               | 120              | 52               | 14               | 11 | 16                   | 27                   | 6                    |                      |                      |
| 1984-1985  | Golden Flames de Moncton | LAH        | 59 | 19               | 21               | 40               | 32               | -                | -  | -                    | -                    | -                    |                      |                      |
| 1984-1985  | Flames de Calgary        | LNH        | 14 | 1                | 4                | 5                | 4                | -                | -  | -                    | -                    | -                    |                      |                      |
| 1985-1986  | Golden Flames de Moncton | LAH        | 70 | 26               | 22               | 48               | 19               | 10               | 4  | 2                    | 6                    | 5                    |                      |                      |
| 1985-1986  | Flames de Calgary        | LNH        | 4  | 1                | 1                | 2                | 0                | 1                | 0  | 0                    | 0                    | 0                    |                      |                      |
| 1986-1987  | Whalers de Binghamton    | LAH        | 57 | 15               | 28               | 43               | 8                | 7                | 1  | 4                    | 5                    | 12                   |                      |                      |
| 1986-1987  | Whalers de Hartford      | LNH        | 4  | 0                | 0                | 0                | 0                | -                | -  | -                    | -                    | -                    |                      |                      |
| 1987-1988  | Whalers de Binghamton    | LAH        | 25 | 15               | 22               | 37               | 22               | 4                | 2  | 0                    | 2                    | 0                    |                      |                      |
| Totaux LNH | Totaux LNH               | Totaux LNH | 22 | 2                | 5                | 7                | 4                | 1                | 0  | 0                    | 0                    | 0                    |                      |                      |

## Trophées et honneurs personnels
- 1984 : nommé dans la deuxième équipe d'étoiles de la Ligue de hockey junior majeur du Québec

## Transactions en carrière
- 2 décembre 1982 : échangé aux Flames de Calgary par les Red Wings de Détroit en retour de Bob Francis.
- 7 octobre 1986 : échangé aux Whalers de Hartford par les Flames de Calgary en retour de Mark Paterson.